# Ciberung (Selajambe)
Ciberung is een bestuurslaag in het regentschap Kuningan van de provincie West-Java, Indonesië. Ciberung telt 2255 inwoners (volkstelling 2010).